# Polkett
Polkett är en livlig dans i tvåtakt, en folklig svensk variant av polka, som utförs med "nättare" steg och mer sprittande rörelser än vanlig polka.